# Analyseur différentiel numérique
Pour les articles homonymes, voir ADN (homonymie) et DDA.
Un analyseur différentiel numérique ou ADN (en anglais, DDA pour Digital Differential Analyzer) est un algorithme qui permet de tracer des approximations de segments de droites sur des médias discrets.

## Algorithme
L'algorithme prend en paramètres deux points dans l'espace discret. Ici, nous considérons un plan discret. Les deux points sont représentés par leurs coordonnées (x1,y1) et (x2,y2) dans le plan discret.
```
si
 |
x
2
-
x
1
| >= |
y
2
-
y
1
| 
alors

  longueur := |
x
2
-
x
1
|

sinon

  longueur := |
y
2
-
y
1
|

fin si

dx := (
x
2
-
x
1
) / longueur
dy := (
y
2
-
y
1
) / longueur
x := 
x
1
 + 0.5
y := 
y
1
 + 0.5
i := 1

tant que
 i ≤ longueur 
faire

  setPixel (E (x), E (y))

  x := x + dx
  y := y + dy
  i := i + 1

fin tant que
```

## Performance
Cet algorithme est généralement considéré comme lent lorsqu'il est implémenté en machine. Ceci est dû à l'utilisation d'opérations et de nombres en virgule flottante.